# Erannis griscescens
Erannis griscescens là một loài bướm đêm trong họ Geometridae.